# Archie Morris
Archibald "Archie" Morris è un personaggio della serie televisiva E.R. - Medici in prima linea, interpretato da Scott Grimes.

## Storia del personaggio
Il dottor Morris compare per la prima volta nella decima stagione come tirocinante. Inizialmente è noto per il suo carattere comico e per la sua apparente incompetenza nel campo medico, che lo porterà anche a creare problemi all'interno del pronto soccorso e a scatenare le ire dei colleghi medici. A causa della morte di un suo paziente, sopravvenuta per la lunga attesa, deciderà improvvisamente di lasciare la carriera medica, salvo poi ritornare il giorno dopo a causa del fatto che suo padre non gli avrebbe più dato sostegno economico se lui avesse abbandonato gli studi.
Durante l'undicesima stagione è nominato capo dei borsisti dalla dottoressa Lewis, fatto che lo porterà a vari scontri con i colleghi a causa della sua leadership non proprio benevola nei loro confronti. L'esperienza da capo dei borsisti e l'aiuto del dottor Pratt conferiscono a Morris competenza e maturità, facendolo ben presto divenire un medico migliore di quello che era all'inizio della sua carriera.
Nella dodicesima stagione si scopre che ha donato il proprio sperma alla banca del seme e che grazie ad esso sono potuti nascere dei bambini, che lo raggiungeranno al policlinico dopo una ricerca che lo faranno riscoprire padre. Morris insiste nel voler essere presente nella vita dei suoi figli, inizialmente all'insaputa dei loro genitori effettivi. Infatti, durante una partita di calcio di uno dei suoi bambini, viene creduto un pedofilo ma, dopo aver spiegato la situazione a sua madre, tutto si sistema. Alla fine della stessa stagione Morris si prepara a lasciare il pronto soccorso per diventare consulente di una casa farmaceutica, decisione che ritratterà dopo aver assistito ad una sparatoria all'interno del pronto soccorso e aver dato tutto il suo aiuto.
Nella tredicesima stagione ritorna a lavorare al pronto soccorso come assistente. Le scelte che fa e alcuni scontri con i colleghi lo portano a pensare che gli altri lo credano un buffone, ma l'infermiera Samantha Taggart lo consola, affermando tutto il contrario e dicendo che è un buon medico. Morris avrà una relazione con Hope Bobeck, tirocinante al pronto soccorso.
Nelle successive stagioni diventerà una figura di spicco del pronto soccorso, acquisendo abilità e competenza nel campo medico e stima da parte degli altri.